# سيفورا
سيفورا (بالإنجليزية: Sephora)‏ هي سلسلة فرنسية متعددة الجنسيات من متاجر العناية الشخصية والتجميل. تضم ما يقرب من 3000 علامة تجارية، جنبا إلى جنب مع العلامة التجارية الخاصة، سيفورا توفر منتجات الجمال بما في ذلك مستحضرات التجميل، العناية بالبشرة، الجسم ، العطورات، ألوان طلاء الأظافر، وأدوات التجميل، والعناية بالشعر.
تأسست الشركة في ليموج عام 1970 ويقع مقرها حاليًا في باريس. تعود ملكية سيفورا لمجموعة إل في إم إتش الفاخرة اعتبارًا من عام 1997. الاسم يأتي من التهجئة اليونانية من صفورة (باليونانية: Σεπφώρα)‏، صفيرة)، زوجة موسى.

## عمليات
أطلقت سيفورا متجرها على الإنترنت إلى الولايات المتحدة في 1999 وإلى كندا في 2003. تم افتتاح المكتب الرئيسي الكندي في فبراير 2007 من قبل ماري كريستين مارشيفز، موظفة سابقة في سيفورا الولايات المتحدة وسيفورا فرانس. عادت ماري كريستين مارشيفس إلى فرنسا في يوليو 2010 لتصبح المدير العام لشركة سيفورا فرنسا. تم استبدالها في كندا من قبل كلاوس ريوم لارسن. تدير سيفورا حاليًا أكثر من 2300 متجرًا في 33 دولة حول العالم وتجني أكثر من 4 مليارات دولار أمريكي في الإيرادات اعتبارًا من 2013. اعتبارًا من سبتمبر 2013 ، تجتذب سيفورا في الشانزلزيه في باريس، فرنسا، أكثر من ستة ملايين شخص سنويًا.

### العلامات التجارية
تتميز سيفورا بمجموعة متنوعة من منتجات التجميل من أكثر من 300 علامة تجارية، بما في ذلك نارس كوزمتيكس وميك أب فور إيفر وتو فيسد كوزمتيكس وأنستازيا بيفرلي هيلز وأوربن ديكاي وبنفت كوزمتيكس وأميزينغ كوزمتيكس وفيرست آيد بيوتي ولانكوم كوزمتيكس و سنداي رايلي سكين-كير وفايلسوفي، جو مالون لندن، أتيليه كولون، واي إس إل بيوتي من إيف سان لوران، تاتشا، هدى بيوتي، كات فون دي، وبوبي براون لمستحضرات التجميل. تتميز سيفورا أيضًا بأدوات التجميل والعناية بالبشرة وأدوات التجميل والإكسسوارات الخاصة بها. تتميز عبوة المنتج بشعار الشركة الممدود في طباعة سوداء قياسية.
في عام 2010، أطلقت الشركة مجموعات العطور مع ماري كيت وآشلي أولسن، المعروفين باسم إليزابيث وجيمس، وخط مكياج مع مارك جاكوبس.

### سيفورا داخل جاي سي بيني
في أكتوبر 2006، بدأت سيفورا في فتح متاجر داخل جاي سي بيني. تتميز سيفورا داخل جاي سي بيني ببعض من نفس العلامات التجارية للماكياج والعناية بالبشرة والعطور بالإضافة إلى خط الإنتاج الخاص بها الموجود في المتاجر المستقلة في جميع أنحاء البلاد. سيفورا داخل متاجر جاي سي بيني أصغر بكثير من المتجر العادي، وعادة ما يكون حجمه 1500 قدم مربع. هناك أكثر من 600 موقع سيفورا في متاجر جاي سي بيني في جميع أنحاء الولايات المتحدة. في عام 2017، أعلن جاي سي بيني إغلاق 138 متجرًا على مستوى البلاد. العديد منها يضم سيفورا في متجر جاي سي بيني. في عام 2020، كانت هناك لحظة توتر بشأن الشراكة، ولكن تم حلها منذ ذلك الحين.

### سيفورا الإمارات العربية المتحدة والمملكة العربية السعودية
سيفورا الإمارات العربية المتحدة والمملكة العربية السعودية هي التقسيمات الإقليمية الفرعية لسيفورا. افتتح المكتب الرئيسي للشرق الأوسط في فبراير 2006 من قبل بيير فايارد. منذ عام 2007، تم افتتاح أكثر من 30 متجراً منفصلاً من متاجر سيفورا في منطقة الشرق الأوسط (الإمارات، السعودية، البحرين، قطر، الكويت). توفر سيفورا الإمارات والسعودية منتجات الماكياج والعناية بالبشرة من العلامات التجارية البارزة مثل كريستيان ديور ولورا ميرسييه وكات فون دي في بيئة البيع بالتجزئة المعاصرة ذات التقنية العالية. تم افتتاح أول متجر سيفورا في الشرق الأوسط في مجمع السيف في البحرين في 7 يناير 2007، تلاه فيستيفال سيتي، الإمارات في 1 مارس 2007 مع افتتاح 30 متجرًا آخر في جميع أنحاء المنطقة منذ ذلك الحين. تم افتتاح متجر سيفورا في دبي مول في ديسمبر 2008 وهو الآن مصنّف على أنه المتجر الثاني للشركة في جميع أنحاء العالم بعد متجر باريس فلاغ شيب. في عام 2007، أعرب الرئيس التنفيذي لشركة سيفورا الراحل، جاك ليفي، عن رغبته في فتح 100 متجر في جميع أنحاء المنطقة بحلول عام 2010. وبعد مرور عام، أخرجت الأزمة المالية العالمية هذه الطموحات عن مسارها. استقال ليفي في عام 2011 وتوفي بعد عام. على الرغم من هذه النكسة المبكرة، فتحت سيفورا أكثر من 30 متجرًا إضافيًا وقدمت التسوق عبر الإنترنت إلى المنطقة في نوفمبر 2016. في ديسمبر 2017، افتتحت سيفورا غيفت بيوتي بارك، أول ملعب احتفالي للجمال في العالم في دبي. تميز المتجر المنبثق بأرض المعارض وألعاب الماكياج ودعا المتسوقين للجلوس مع فنانين محترفين من سيفورا لتجربة المنتجات. في مارس 2018، تم الإعلان عن غيوم موت كرئيس جديد لسيفورا أوروبا والشرق الأوسط.

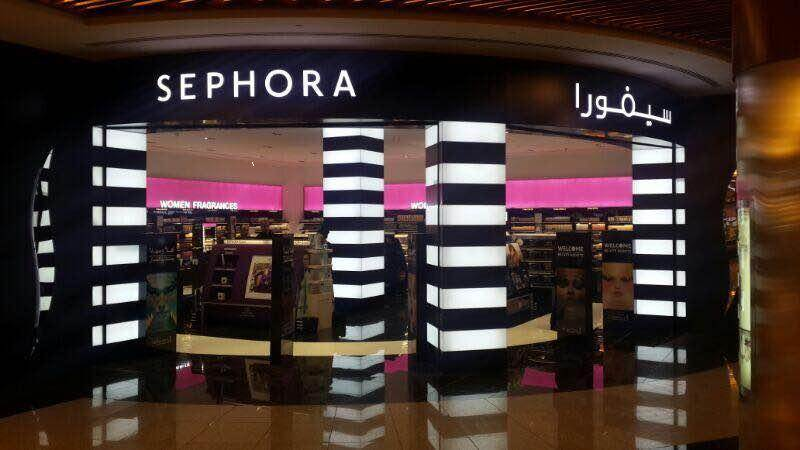
محل سيفورا في دلما مول

#### منتجات
تخزن متاجر سيفورا الشرق الأوسط منتجات مشهورة عالميًا مثل كلينيك وإيستي لاودر ولوريال إلى جانب العلامات التجارية المحلية مثل شيفا دبي سكين-كير وهدى بيوتي. وفقًا لـ فوربس، كانت هدى بيوتي، التي أسستها المدونة وسيدة الأعمال في دبي هدى قطان، العلامة التجارية الأكثر مبيعًا لمستحضرات التجميل في جميع أنحاء سيفورا الشرق الأوسط، في عام 2018.

## تطبيقات
في عام 2016، أطلقت سيفورا تطبيقًا خاصًا بها للأجهزة اللوحية والهواتف الذكية. صممه دينيس هورنسترا، مصمم البرامج والتطبيقات لشركة آبل. يمكن اعتباره منصة الواقع المعزز. برنامج بوكيت كونتور، أحد البرامج الرقمية التي تم طرحها، يعلم المستخدمين كيفية تحديد ملامح بشرتهم خطوة بخطوة اعتمادًا على شكل وجههم. عن طريق تحميل صورة، يمكن للمستخدم الحصول على تحول افتراضي، وتجربة مجموعات مختلفة من المنتجات والظل.

## روابط خارجية
- الموقع الرسمي